# Nahum Tevet
Pour les articles homonymes, voir Tevet.
Nahum Tevet (hébreu : נחום טבת), né en 1946 au kibboutz Mesilot, en Israël, est un sculpteur israélien. Le travail conceptuel de Tevet utilise le minimalisme et d'autres références (comme le Bauhaus) pour créer des installations sculpturales et architecturales basées sur des modules géométriques. 

## Biographie
En 1962, Nahum Tevet étudie au séminaire Oranim à Kiryat Tivon. En 1968, il fréquente l'Institut d'art et de design Avni (en) à Tel Aviv. De 1969 à 1971, il suit l'enseignement de l'artiste peintre Raffi Lavie (en) à l'Art Teachers College à Ramat Ha-Sharon.
Nahum Tevet vit et travaille à Tel Aviv.

## Carrière artistique
Nahum Tevet était le plus extrême des minimalistes israéliens au milieu des années 1970. Il considérait la créativité comme un processus reposant sur un système d'abstentions et de réductions ; le processus de création a pour but de transmettre l'essence du support plastique. Cependant, au moins deux qualités dans son travail enfreignent les règles du minimalisme : la qualité lyrique de sa couleur et de sa ligne et la ressemblance fréquente de ses œuvres avec des objets réels, tels que des tables ou des lits. Cet élément utilitaire devait plus tard être développé dans la sculpture en Occident. 

## Carrière d'enseignant
En 1980, Nachum Tevet est nommé à la faculté de l'Académie des arts et du design Bezalel à Jérusalem où il a dirigé le programme de maîtrise en beaux-arts de 2001 à 2010. 

## Galerie

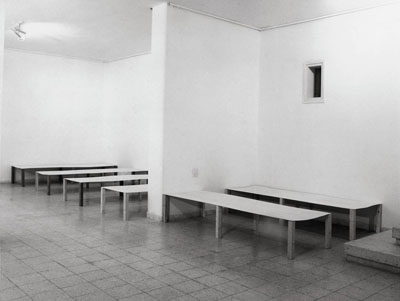
Arrangement de six unités, 1973-1974
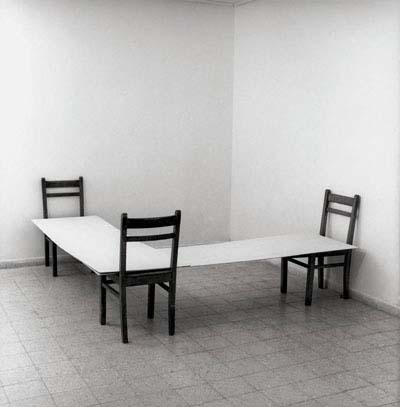
Corner, 1974 Collection du Musée d'Art de Tel Aviv
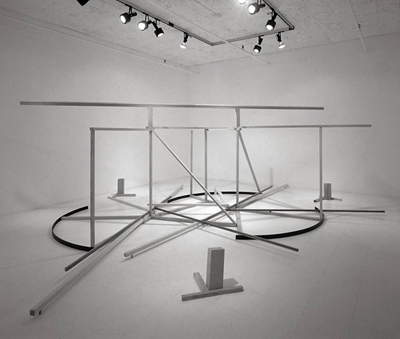
Narcisse, 1982
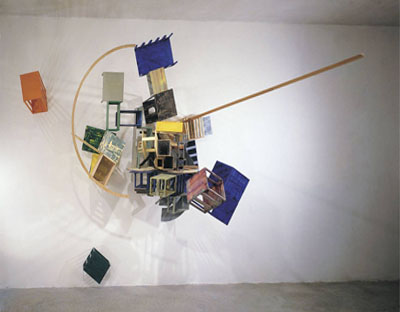
Jemmáin, 1986, Kunsthalle Mannheim
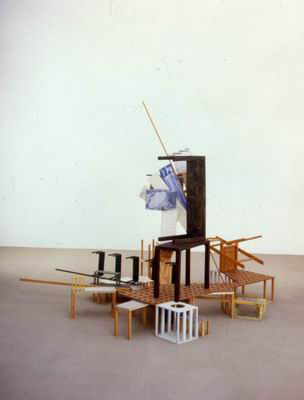
Painting Lesson, no 5, 1986, musée d'Israël
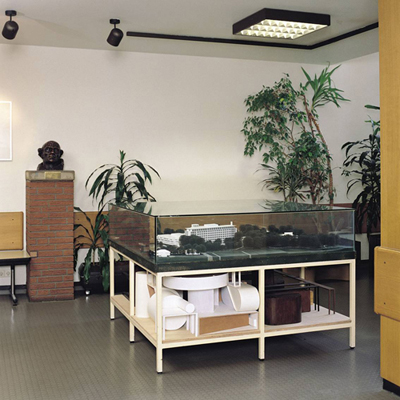
Underground Event, 1997, Skulpturenmuseum Glaskasten, à Marl
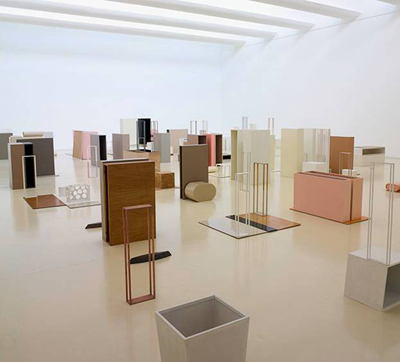
Several Things, 2008
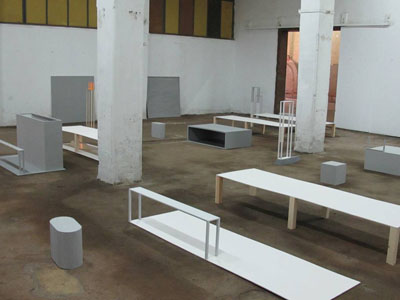
At the Same Time, 2010

## Prix et reconnaissance
- Bourses d'études 1973-1976 pour jeunes artistes, Fondation cultuelle Amérique-Israël
- 1979-1980 Bourse d'études à New York, Fondation culturelle Amérique-Israël
- Prix d'escompte bancaire 1984, Musée de Tel Aviv
- 1986 Prix Sandberg, Musée d'Israël, Jérusalem
- 1990 Fondation culturelle Amérique-Israël
- Prix Fondek 1991, Musée d'art de Tel Aviv
- Prix du Ministre de l'éducation et de la culture de 1992 pour un artiste israélien
- Prix Life Achievement 2007, Ministère des sciences, de la culture et des sports
- Prix Dizengoff 2011 pour la peinture et la sculpture, Tel Aviv-Jaffa

## Expositions (sélection)
- 1976 : Musée d'Israël, Jérusalem.
- 1984 : Musée d'Israël, Jérusalem.
- 1995 : Städtische Gal. am Buntentor, Brême.
- 1991 : Musée de Tel Aviv.
- 1987 : Documenta 8, Cassel.
- 1982 : Musée d'Israël, Jérusalem.
- 1984 : Musée d'Israël, Jérusalem.
- 1985 : Musée d'Israël, Jérusalem.
- 1990 : Musée d'Israël, Jérusalem.
- 2004 : "Seven Walks", Dundee Contemporary Art, Dundee, Écosse.
- 2013 : "Israel Now, Reinventing the Future", Musée d'Art contemporain de Rome, Rome